# Fargo (Band)
Fargo ist eine 1973 in Hannover gegründete und eine der ältesten aktiven Rockbands Deutschlands. Sie veröffentlichte von 1979 bis 1982 vier Musikalben und seit der Neugründung 2016 bisher zwei.

## Geschichte

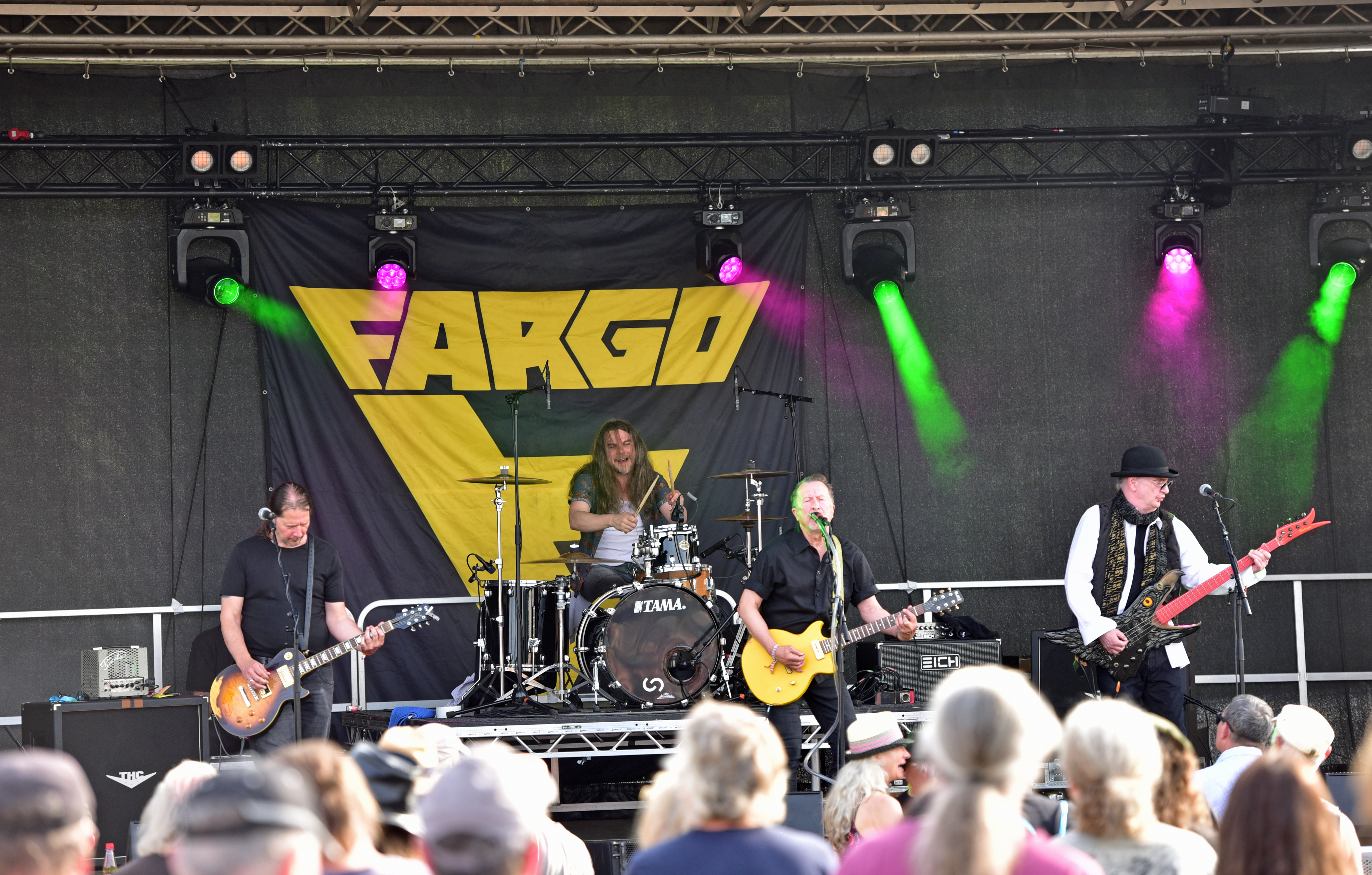
Fargo live auf dem Burg-Herzberg-Festival 2024

Die Band wurde 1973 von Peter Knorn gegründet. Die ersten Schritte machte die Gruppe in der Besetzung Knorn (Gesang), Rainer Neubert (Schlagzeug), Rüdiger Beitsch (Gitarre), Gerd Bösenberg (Gitarre) und Klaus-Dieter Kunstmann (Bass). Es gab mehrere Besetzungswechsel, in deren Verlauf sich Knorn dazu entschied, auf das Singen zu verzichten und lieber Bass zu spielen. Die Besetzung stabilisierte sich 1976, als Peter Ladwig als Sänger und Gitarrist zur Gruppe stieß. Im selben Jahr gehörte auch der Gitarrist Matthias Jabs zur Band, der später Mitglied der Scorpions wurde.
Fargos erste Veröffentlichung auf Schallplatte erfolgte im November 1977 mit der Single Comin’ Together, die beim hannoverschen Label Lava Records erschien. Zu dieser Zeit gehörte mit Erwin Kania auch ein Keyboarder zur Band, der jedoch kurze Zeit später durch den Gitarristen Hanno Grossmann ersetzt wurde.
In der Besetzung mit Peter Ladwig, Hanno Grossmann, Peter Knorn und Frank Tolle (Schlagzeug) erhielt die Band einen Plattenvertrag bei Crystal, einem Tochterlabel von EMI-Electrola. 1979 nahm die Gruppe ihr Debütalbum mit dem Titel Wishing Well auf, das von Klaus Hess (Jane) produziert wurde. Es erschien im März 1979.
Frank Bornemann produzierte das zweite Album der Band, No Limit, das 1980 in seinem eigenen Horus Sound Studio in Hannover entstand. Im Laufe der folgenden Tournee übernahm Fargo im Dezember bei den Konzerten in Ravensburg und München die Rolle als Vorgruppe der australischen Band AC/DC auf deren Deutschland-Tournee für das Album Back in Black. Die eigentliche Vorgruppe, Whitesnake, konnte nicht auftreten, weil Sänger David Coverdale sich ein Bein gebrochen hatte.
Vor den Aufnahmen zum dritten Album der Band, Frontpage Lover, verließ Frank Tolle die Band, um sich intensiver seinem Studium widmen zu können. Für ihn übernahm vorübergehend Rudi Kaeding, mit dem die Gruppe das Album, wieder unter der Leitung Bornemanns, aufnahm, das 1981 erschien. Co-Produzent war Jan Nemec, der auch die Abmischung übernahm.
Nach einer Tournee im Vorprogramm von Mother’s Finest verließ Hanno Grossmann im November 1981 die Band. Für ihn kam Tommy Newton aus Ludwigsburg, mit dem Fargo das Album F aufnahm. Nach der anschließenden kurzen Tournee, in deren Verlauf die Band auch im Marquee Club in London auftrat, stiegen Gitarrist und Sänger Peter Ladwig und Schlagzeuger Frank Tolle aus.
Durch eine Empfehlung des mit Peter Knorn befreundeten Bassisten Jimmy Bain, der sich zu dieser Zeit in Hannover aufhielt, wurde Knorn auf John Lockton aufmerksam, mit dem Bain in der Band Wild Horses spielte. Lockton ersetzte Ladwig, gleichzeitig hatte Newton seinem alten Freund Bernd Graf, der Schlagzeuger war, den Posten bei Fargo angeboten. Graf nahm das Angebot an und nannte sich nach einem Vorschlag Knorns künftig Bernie van der Graaf. Abschließend vermittelte Scorpions-Drummer Herman Rarebell den Kontakt zum Sänger Pedro Schemm.
Rarebell finanzierte der Band auch die Aufnahmen für ihr nächstes Album und vermittelte den Produzenten Ric Browde, der die Aufnahmen leitete, aber mit den gesanglichen Leistungen Schemms nicht einverstanden war. Er rief den Sänger Charlie Huhn an, der bis dahin mit Ted Nugent gearbeitet hatte und sich bereit erklärte, nach Deutschland zu kommen und die Gesangsspuren aufzunehmen.
Durch die Scorpions auf Fargo aufmerksam geworden, übernahm deren Manager David Krebs auch das Fargo-Management. Nach einem längeren Aufenthalt der Band in New York verschaffte Krebs ihr einen weltweiten Plattenvertrag bei CBS, machte aber die Umbenennung der Gruppe zur Bedingung.
Das vorerst letzte Konzert der Band Fargo fand am 21. April 1984 in Freiensteinau statt. Das erste Album der nun unter dem Namen Victory firmierenden Band erschien 1985. Tommy Newton und Peter Knorn gehörten der Band bis 2011 an.

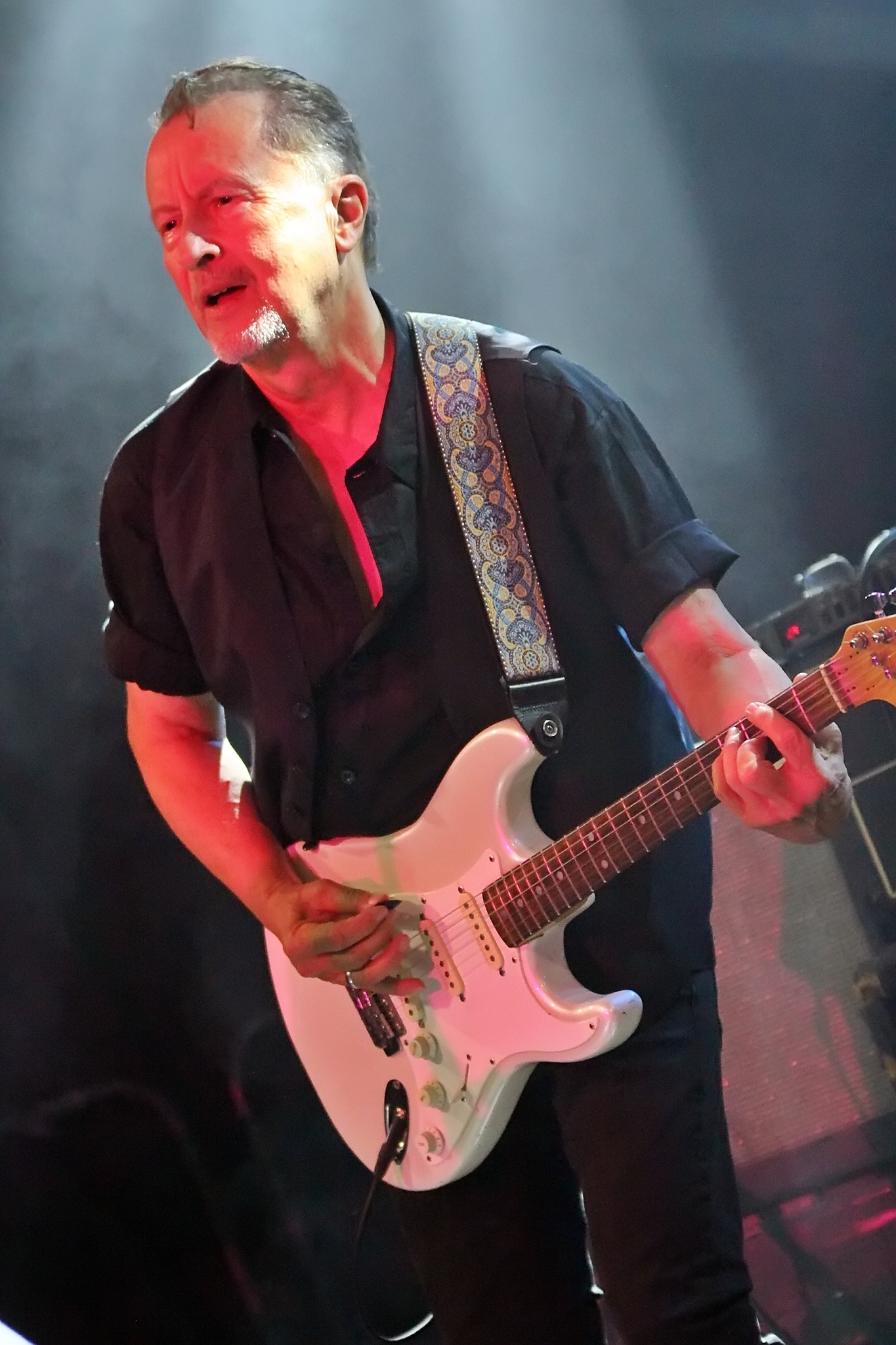
Peter Ladwig bei einem Konzert mit FARGO in Nürnberg 2023

Das auf Wiederveröffentlichungen spezialisierte Label High Vaultage veröffentlichte 2003 die vier zwischen 1979 und 1982 erschienenen Fargo-Alben, erweitert um jeweils mindestens einen Bonustrack, erstmals auf CD. Als Bonustracks der Neuauflage von Wishing Well dienten dabei die A– und B-Seite der 1978 veröffentlichten Single Comin’ Together.
2016 veröffentlichte Knorn das Buch Bis hierhin und so weiter, das von SPV verlegt wurde. Bei der Release-Party für das Buch trat Knorn mit Peter Ladwig, Arndt Schulz und den Schlagzeugern Nikolas Fritz und Frank Tolle auf, woraufhin es zum Angebot kam, ein neues Fargo-Album für SPV aufzunehmen. 2018 erschien Constellation, das die Band in der Besetzung Peter Ladwig (Gitarre, Gesang), Arndt Schulz (Gitarre), Peter Knorn (Bass) und Schlagzeuger Nikolas Fritz (Mob Rules) aufgenommen hatte.
Im März 2020 arbeitete die Gruppe erstes Songmaterial für ein weiteres Album aus. Kurz vor Beginn der Studioaufnahmen, die im Juli 2020 begannen, stieg Arndt Schulz aus. Das Album mit dem Titel Strangers D’Amour wurde am 25. Juni 2021 veröffentlicht.

## Diskografie
Alben
- 1979: Wishing Well
- 1980: No Limit
- 1981: Frontpage Lover
- 1982: F
- 2018: Constellation
- 2021: Strangers D’Amour